# Ōsama no proposal: gokusai no majo
Ōsama no proposal: gokusai no majo (王様のプロポーズ極彩の魔女?, Ōsama no puropōzu: gokusai no majo) è una serie di light novel scritta da Kōshi Tachibana e illustrata da Tsunako, pubblicata da Fujimi Shobō sotto l'etichetta Fujimi Fantasia Bunko a partire dal 18 settembre 2021. Al 19 aprile 2024 ne sono stati pubblicati sei volumi. Dalla serie è stato tratto un manga, illustrato da Nemo Kurio e pubblicato sulla webzine Gangan Online di Square Enix a partire dal 24 febbraio 2023. La casa editrice ha inoltre raccolto i suoi capitoli in volumi tankōbon, che ha pubblicato a partire dal 20 settembre 2023. Al 9 agosto 2024 ne sono stati pubblicati quattro.

## Personaggi
Mushiki Kuga (玖珂 無色?, Kuga Mushiki)
Doppiato da: Kōki Uchiyama (video promozionale)
Saika Kuozaki (遠久崎 彩禍?, Kuozaki Saika)
Doppiata da: Rie Takahashi (video promozionale)
Kuroe Karasuma (烏丸 黒衣?, Karasuma Kuroe)
Doppiata da: Ai Kakuma (video promozionale)
Ruri Fuyajō (不夜城 瑠璃?, Fuyajō Ruri)
Doppiata da: Nao Tōyama (video promozionale)
Elluc Flaer (エルルカ・フレエラ?, Eruruka Fureera)
Doppiata da: Shiori Izawa (video promozionale)
Kurara Tokishima (鴇嶋 喰良?, Tokishima Kurara)
Doppiata da: Fairouz Ai (video promozionale)
Anviette Svarner (アンヴィエット・スヴァルナー?, Anvietto Suvarunā)

## Media

### Light novel
La serie è scritta da Kōshi Tachibana e illustrata da Tsunako ed è edita da Fujimi Shobō, che la pubblica sotto l'etichetta Fujimi Fantasia Bunko. Il primo volume è uscito il 18 settembre 2021 e ad aprile 2024 i volumi pubblicati ammontano a sei. 
Ad aprile 2022, Yen Press ha annunciato di aver acquistato i diritti per la pubblicazione di un'edizione in lingua inglese della light novel e il 22 novembre dello stesso anno ha pubblicato Il primo volume.
| Nº | Giapponese 「Kanji」 - Rōmaji        | Data di prima pubblicazione              | Data di prima pubblicazione |
| Nº | Giapponese 「Kanji」 - Rōmaji        | Giapponese                               |                             |
| 1  | 「極彩の魔女」 - Gokusai no majo     | 18 settembre 2021 ISBN 978-4-04-074075-1 |                             |
| 2  | 「鴇羽の悪魔」 - Tokiwa no akuma     | 20 aprile 2022 ISBN 978-4-04-074076-8    |                             |
| 3  | 「瑠璃の騎士」 - Ruri no kishi       | 16 settembre 2022 ISBN 978-4-04-074686-9 |                             |
| 4  | 「黄金の神子」 - Kogane no miko      | 20 aprile 2023 ISBN 978-4-04-074880-1    |                             |
| 5  | 「真赭の賢者」 - Shinsha no kenja    | 20 settembre 2023 ISBN 978-4-04-075105-4 |                             |
| 6  | 「銀灰の妖精」 - Ginhai no yōsei     | 19 aprile 2024 ISBN 978-4-04-075342-3    |                             |
| 7  | 「烏黒の従者」 - Karasuguro no jūsha | 20 dicembre 2024 ISBN 978-4-04-075626-4  |                             |

### Manga
Il 24 febbraio 2023 un adattamento manga online, disegnato da Nemo Kurio, ha iniziato a essere pubblicato sulla webzine Gangan Online di Square Enix. La casa editrice ha raccolto i suoi capitoli in volumi tankōbon, il cui primo è stato pubblicato il 20 settembre 2023.
| 1 | 20 settembre 2023 | ISBN 978-4-7575-8732-8 |
| 1 | Capitoli - 1-4    |                        |
| 2 | 12 ottobre 2023   | ISBN 978-4-7575-8856-1 |
| 2 | Capitoli - 5-8    |                        |
| 3 | 12 marzo 2024     | ISBN 978-4-7575-9105-9 |
| 3 | Capitoli - 9-12   |                        |
| 4 | 9 agosto 2024     | ISBN 978-4-7575-9357-2 |
| 4 | Capitoli - 13-16  |                        |
| 5 | 12 marzo 2025     | ISBN 978-4-7575-9743-3 |
| 5 | Capitoli - 17-20  |                        |
| 6 | 12 marzo 2025     | ISBN 978-4-7575-9744-0 |
| 6 | Capitoli - 21-24  |                        |

## Accoglienza
Nell'edizione del 2023 della guida annuale alle light novel di Takarajimasha, Kono light novel ga sugoi!, Ōsama no proposal: gokusai no majo si è classificata al tredicesimo posto nella categoria relativa alle nuove opere.